# Stadion Branko Čavlović-Čavlek
Het Stadion Branko Čavlović-Čavlek is een multifunctioneel stadion in Karlovac, een stad in Kroatië. Bij de opening heette dit stadion Stadion 13. srpanj. (Dat betekent het stadion van 13 juli.) Het stadion is vernoemd naar Branko Čavlović, een Kroatisch voetballer die uit Karlovac kwam.
In het stadion is plaats voor 12.000 toeschouwers. Het stadion werd geopend in 1975.
Het stadion wordt vooral gebruikt voor voetbalwedstrijden, de voetbalclub NK Karlovac 1919 maakt gebruik van dit stadion. Toen die club promoveerde naar de 1. Hrvatska Nogometna Liga werd het stadion grondig gerenoveerd. Na de renovatie werd het stadion weer geopend op 19 juli 2009 met een vriendschappelijke wedstrijd tegen Queens Park Rangers FC. Er kunnen ook atletiekwedstrijden worden gespeeld, in 2020 werd een nieuwe baan om het veld heen gelegd. 